# Orlin Vallecillo
Orlin Vallecillo (Sonaguera, Colón, Honduras, 1 de junio de 1983) es un futbolista hondureño. Juega de Portero y actualmente se encuentra sin equipo.

## Selección nacional
Ha sido internacional con la Selección de fútbol de Honduras en ocho ocasiones. Debutó el 27 de marzo de 2007, en un juego amistoso que Honduras ganó por 2-0 ante El Salvador en la ciudad de Fort Lauderdale. 

### Participaciones en Copa de Oro
| Copa de Oro      | Sede                    | Resultado        |
| ---------------- | ----------------------- | ---------------- |
| Copa de Oro 2007 | Estados Unidos          | Cuartos de final |
| Copa de Oro 2011 | Estados Unidos          | Semifinales      |
| Copa de Oro 2015 | Estados Unidos · Canadá | Fase de grupos   |

## Clubes
| Club               | País     | Año             |
| ------------------ | -------- | --------------- |
| Marathón           | Honduras | 2003 - 2004     |
| Atlético Olanchano | Honduras | 2005            |
| Hispano            | Honduras | 2005 - 2006     |
| Real España        | Honduras | 2006 - 2008     |
| Real Juventud      | Honduras | 2009            |
| Hispano            | Honduras | 2009            |
| Marathón           | Honduras | 2010 - 2011     |
| Victoria           | Honduras | 2012 - 2013     |
| Honduras Progreso  | Honduras | 2013 - 2015     |
| Vida               | Honduras | 2015 - 2016     |
| Social Sol         | Honduras | 2016 - Presente |

## Palmarés

### Campeonatos nacionales
| Título                    | Club              | País     | Año  |
| ------------------------- | ----------------- | -------- | ---- |
| Clausura 2007             | Real España       | Honduras | 2007 |
| Apertura del Ascenso 2013 | Honduras Progreso | Honduras | 2013 |
| Clausura del Ascenso 2014 | Honduras Progreso | Honduras | 2014 |